# Vitez
Vitez è il comune della Federazione di Bosnia ed Erzegovina situato nel Cantone della Bosnia Centrale con 27.006 abitanti al censimento 2013.